# Pierre Cuypers
Petrus Josephus Hubertus (Pierre) Cuypers, född 16 maj 1827 i Roermond, död där 3 mars 1921, var en nederländsk arkitekt.
Cuypers var det sena 1800-talets ledande arkitekt i Holland. Han studerade vid akademien i Antwerpen. Inom arkitekturen verkade han till en början för återupplivande av den gotiska konsten för kyrkobyggnader. Han grundlade 1862 i sin födelsestad en skola för dekorativt konsthantverk och vann 1863 pris för förslag till det nya riksmuseet i Amsterdam. Sedan följde en mängd nya gotiska kyrkor, bland annat i Wyck, en förstad till Maastricht, i Eindhoven (1868), i Breda, varjämte han utförde många restaureringar, såsom i Roermond och Rotterdam samt av domkyrkan i Mainz. Han skrev om den sistnämnda en bok Der dom zu Mainz (1878). Cuypers ledde byggandet av Rijksmuseum i Amsterdam (1877-85) och Amsterdam Centraal (1889), även den senare i holländsk renässans. Han gav sina affärsbyggnader karaktär av de gamla holländska köpmanshusens och grundlade den moderna holländska arkitekturen. År 1901 blev han ledamot av svenska Konstakademien.

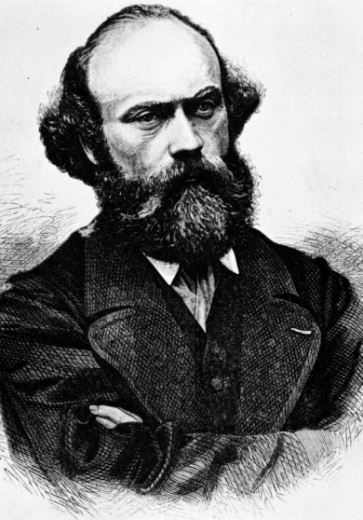
Pierre Cuypers
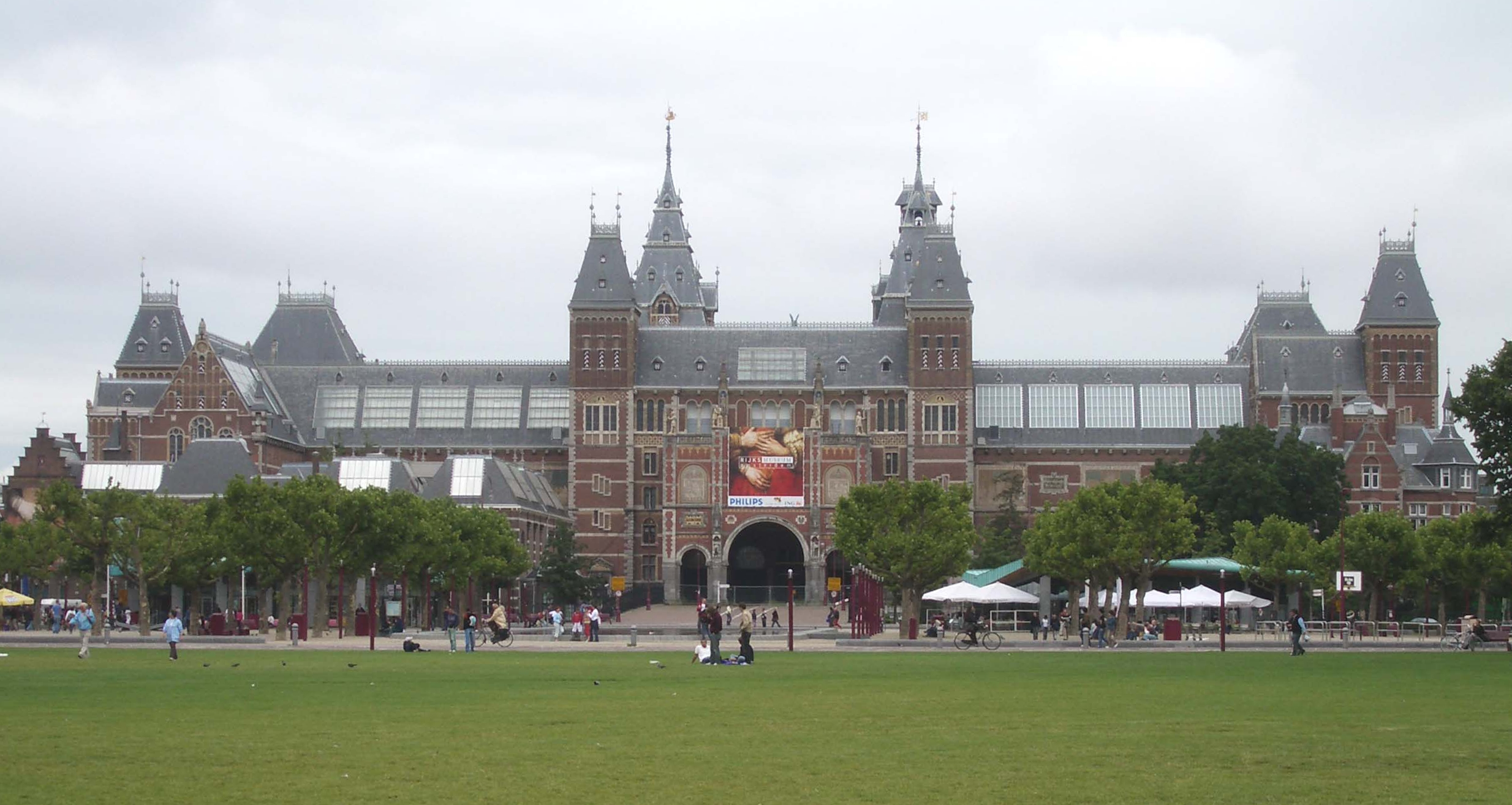
Rijksmuseum i Amsterdam
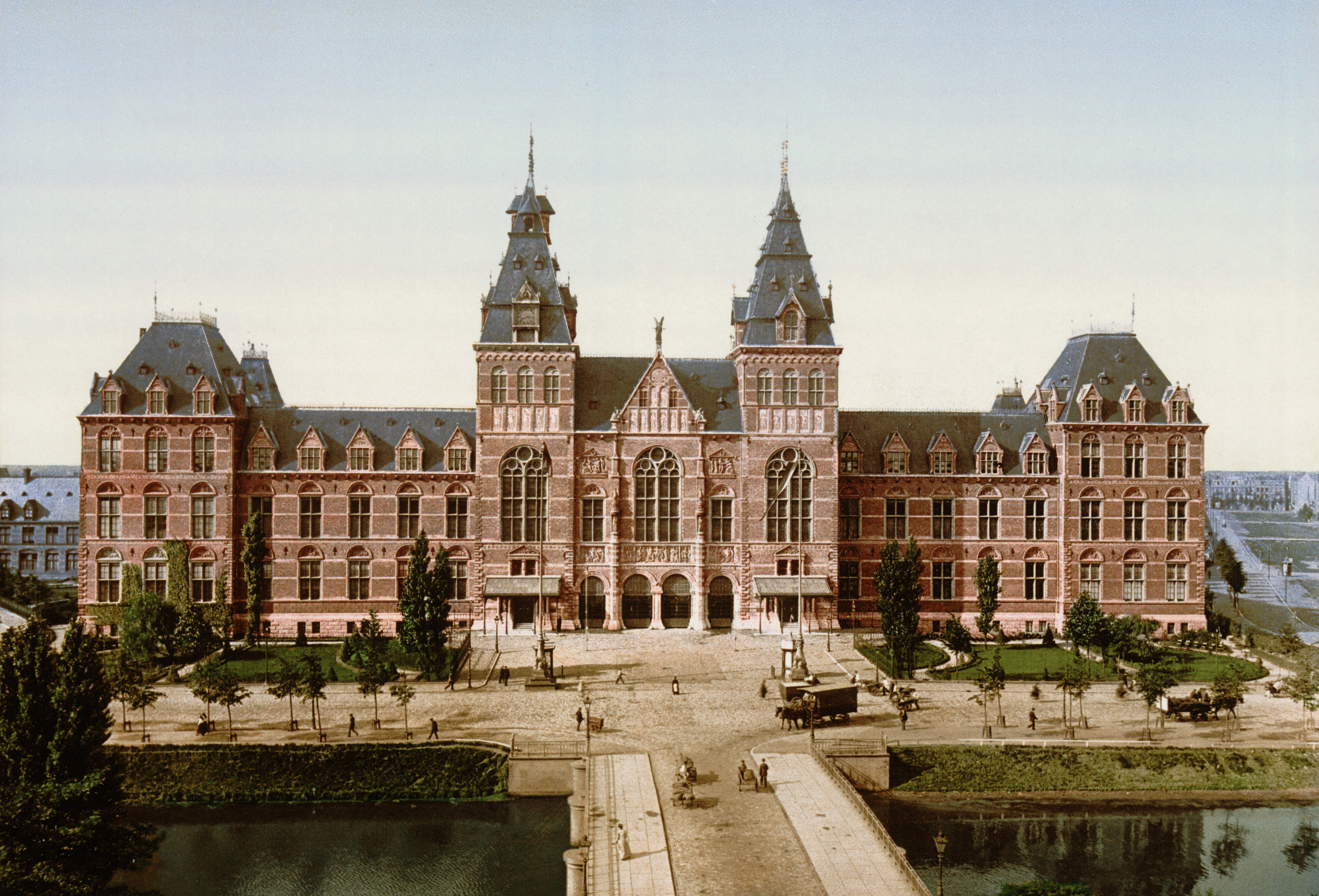
Rijksmuseum 1895
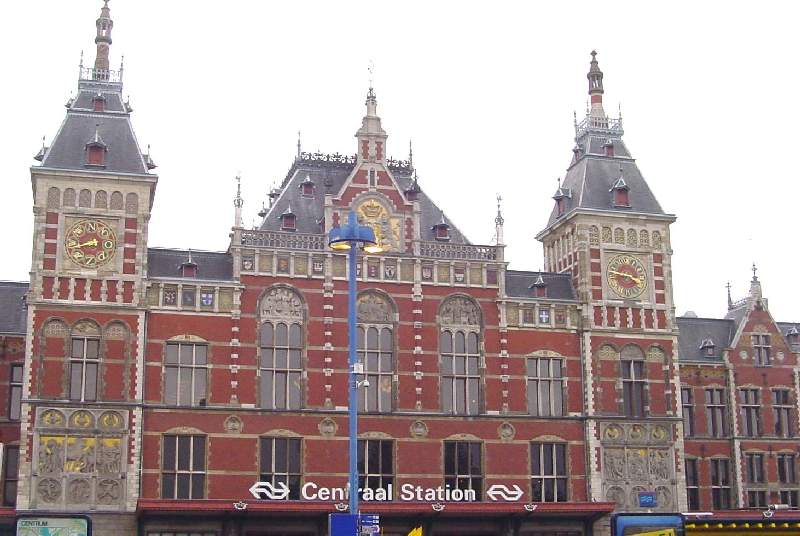
Amsterdam Centraal Station
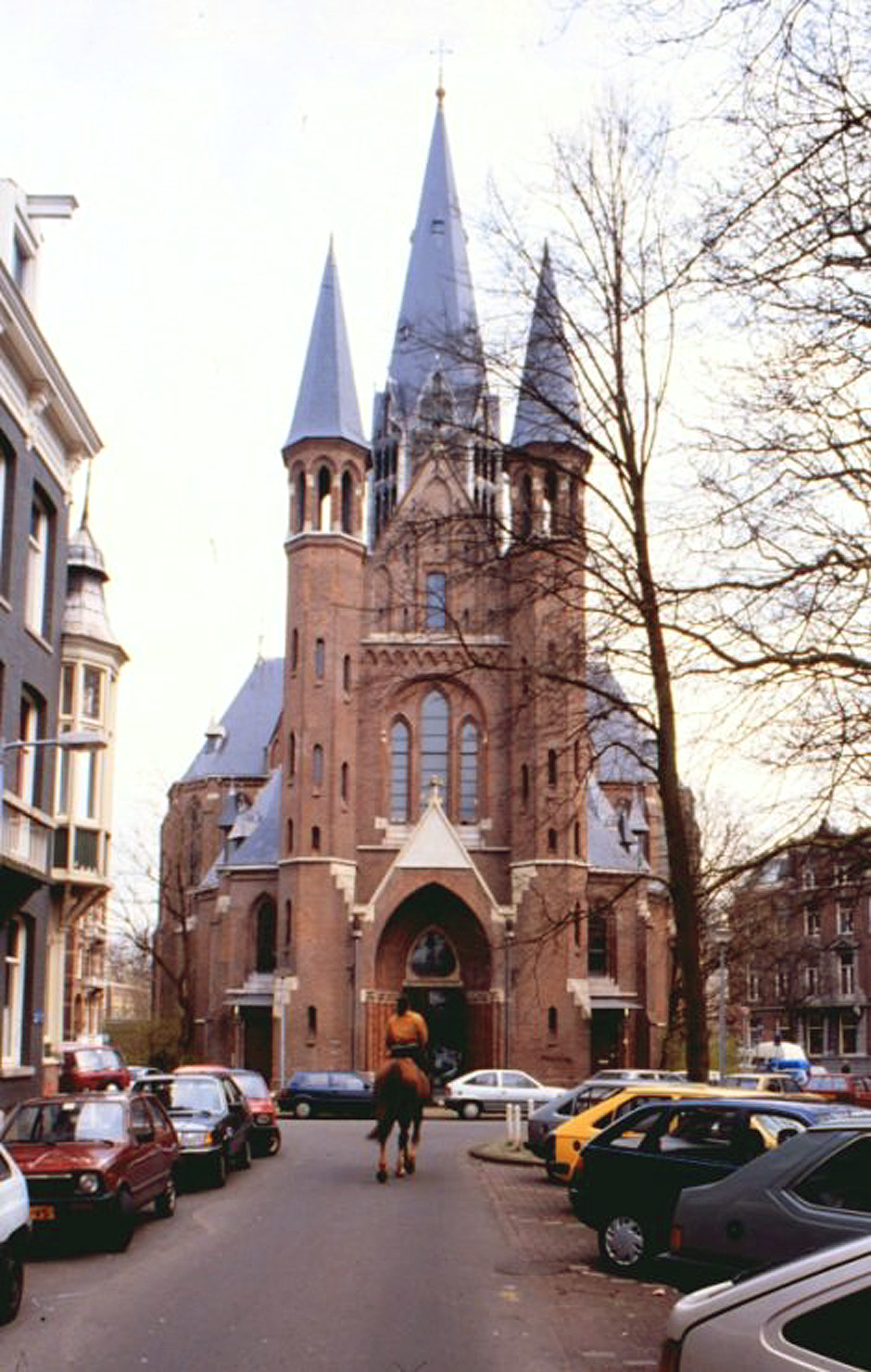
De Vondelkerk i Amsterdam
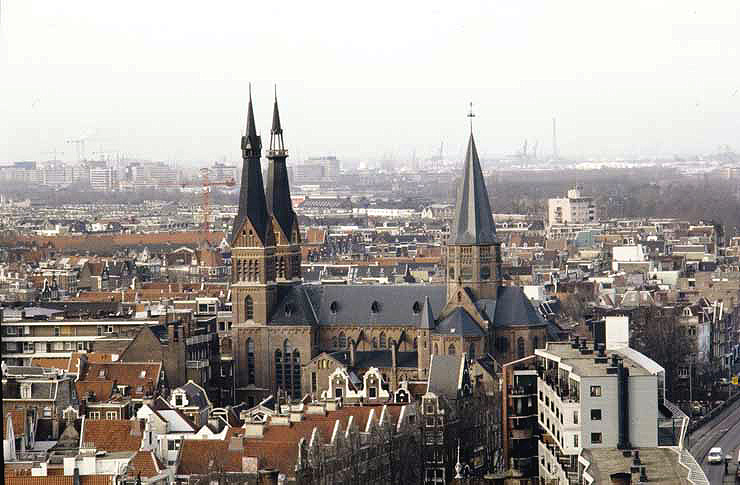
De Posthoornkerk vid Haarlemmerstraat i Amsterdam
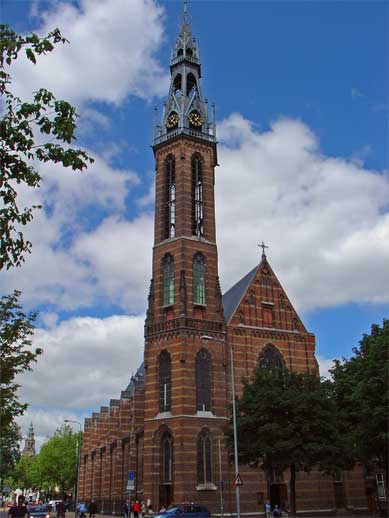
Sint-Jozefkathedraal, Groningen
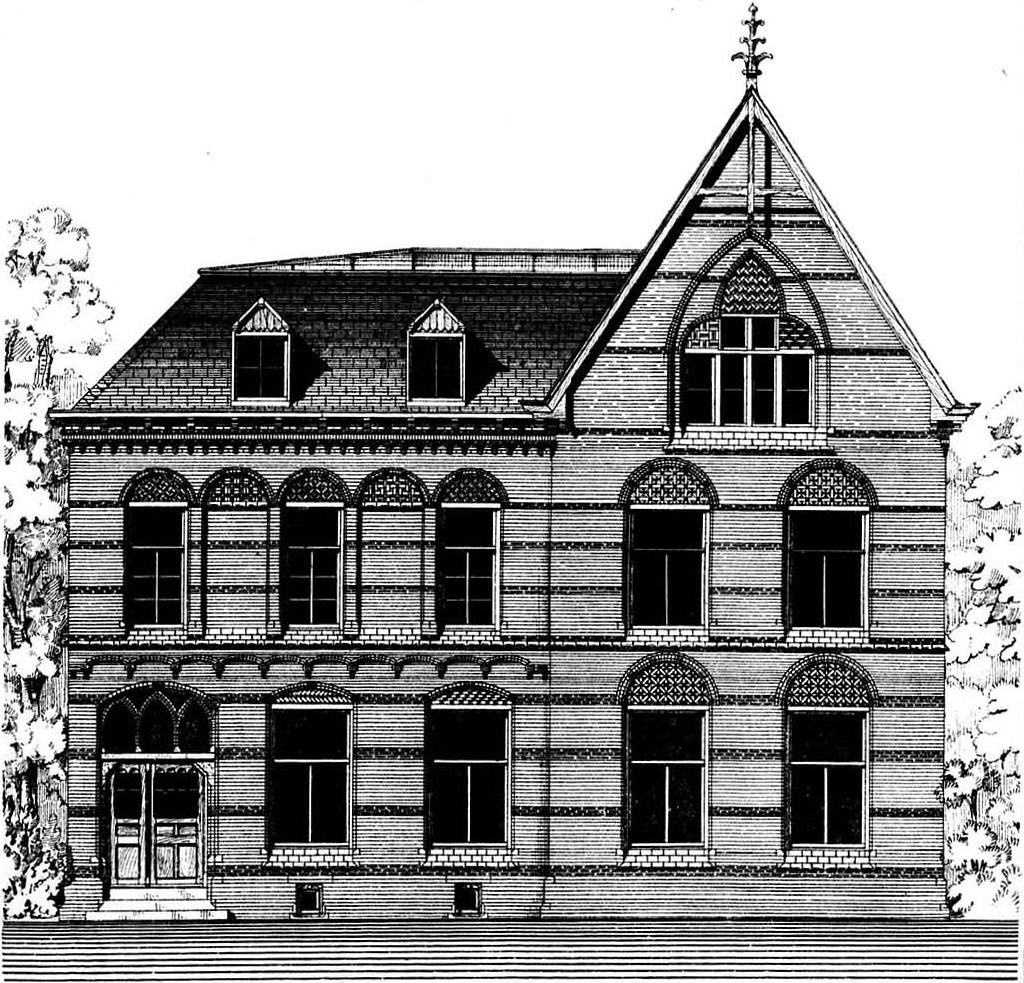
Fasadritning till prästbostad
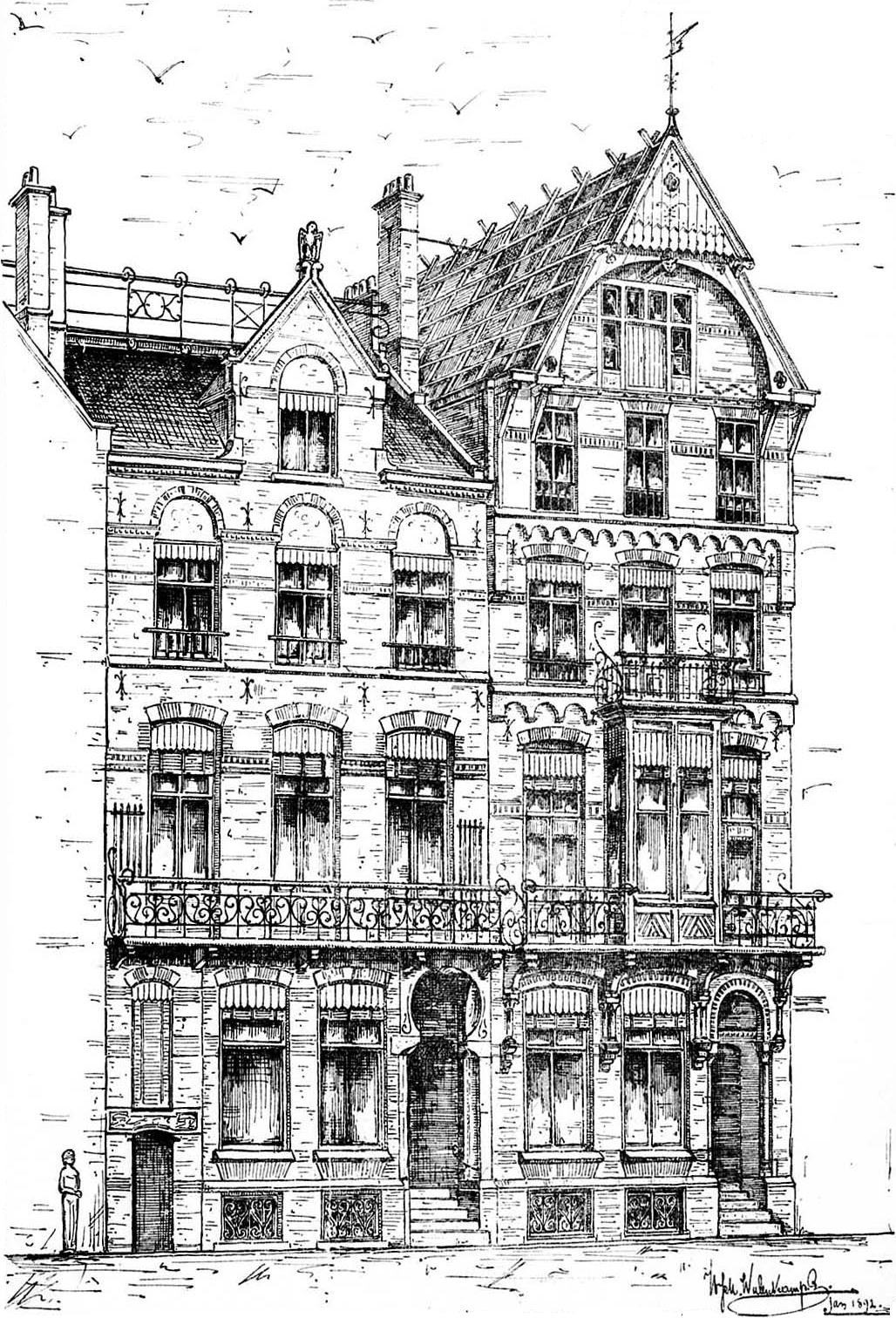
Ritning till bostadshus Vondelstraat
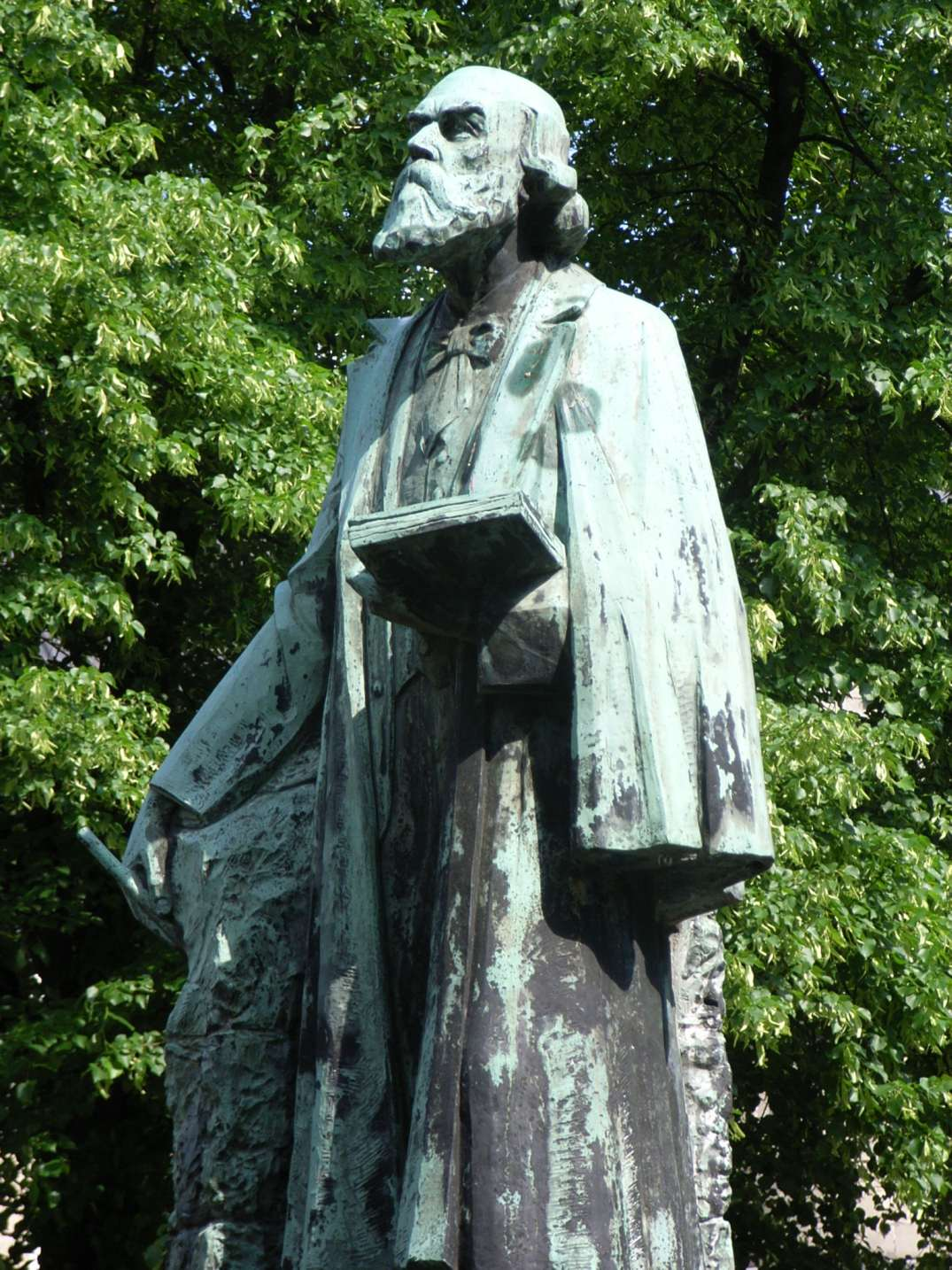
Cuypersstatyn vid domkyrkan i Roermond